# Municipio de Royal (Dakota del Norte)
El municipio de Royal (en inglés: Royal Township) es un municipio ubicado en el condado de Ramsey en el estado estadounidense de Dakota del Norte. En el año 2010 tenía una población de 24 habitantes y una densidad poblacional de 0,26 personas por km².

## Geografía
El municipio de Royal se encuentra ubicado en las coordenadas 48°30′1″N 98°47′25″O / 48.50028, -98.79028. Según la Oficina del Censo de los Estados Unidos, el municipio tiene una superficie total de 93.2 km², de la cual 90,62 km² corresponden a tierra firme y (2,77 %) 2,58 km² es agua.

## Demografía
Según el censo de 2010, había 24 personas residiendo en el municipio de Royal. La densidad de población era de 0,26 hab./km². De los 24 habitantes, el municipio de Royal estaba compuesto por el 100 % blancos. Del total de la población el 0 % eran hispanos o latinos de cualquier raza.